# Вахнівці (Кам'янець-Подільський район)

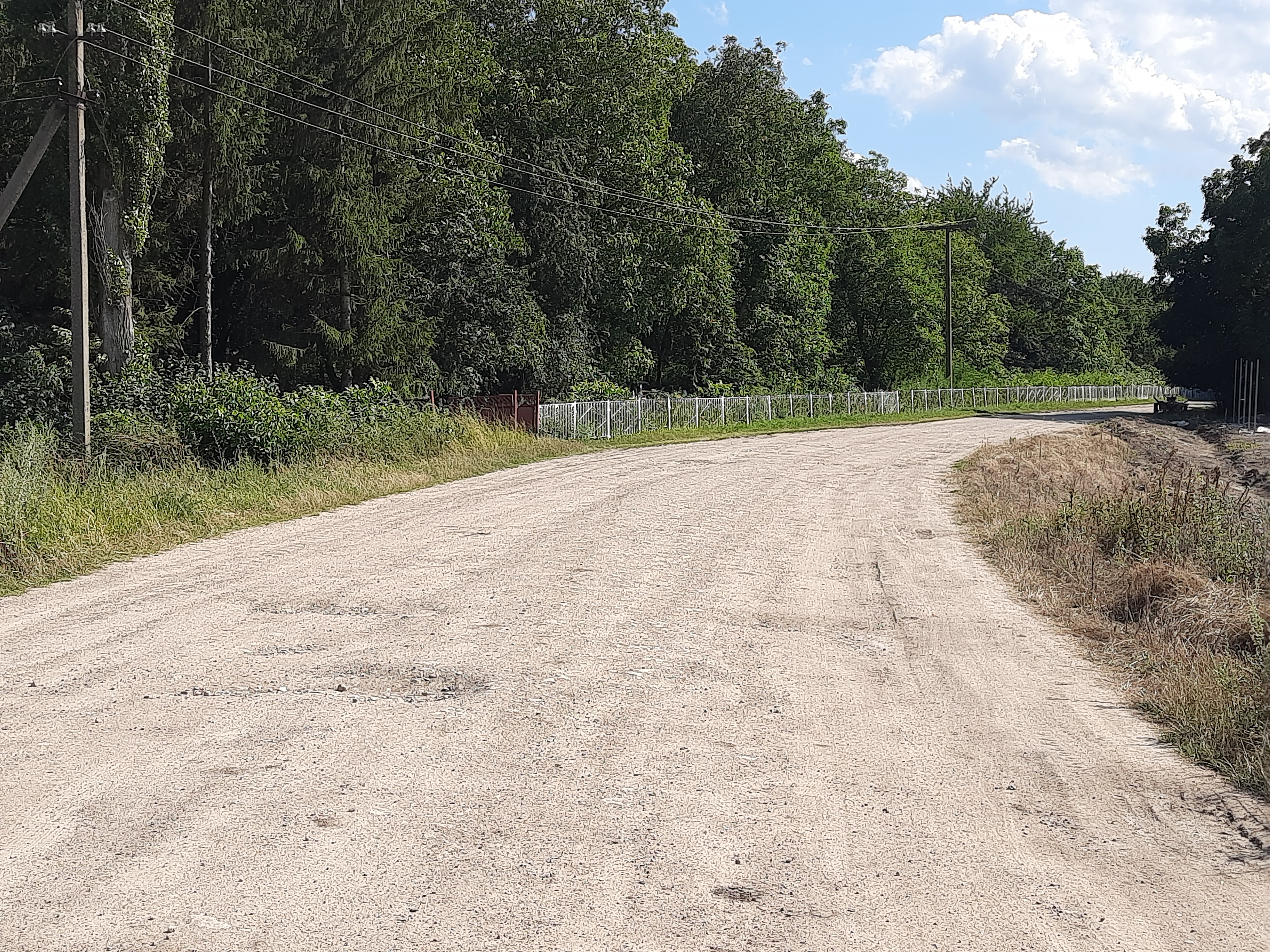
В'їзд у село

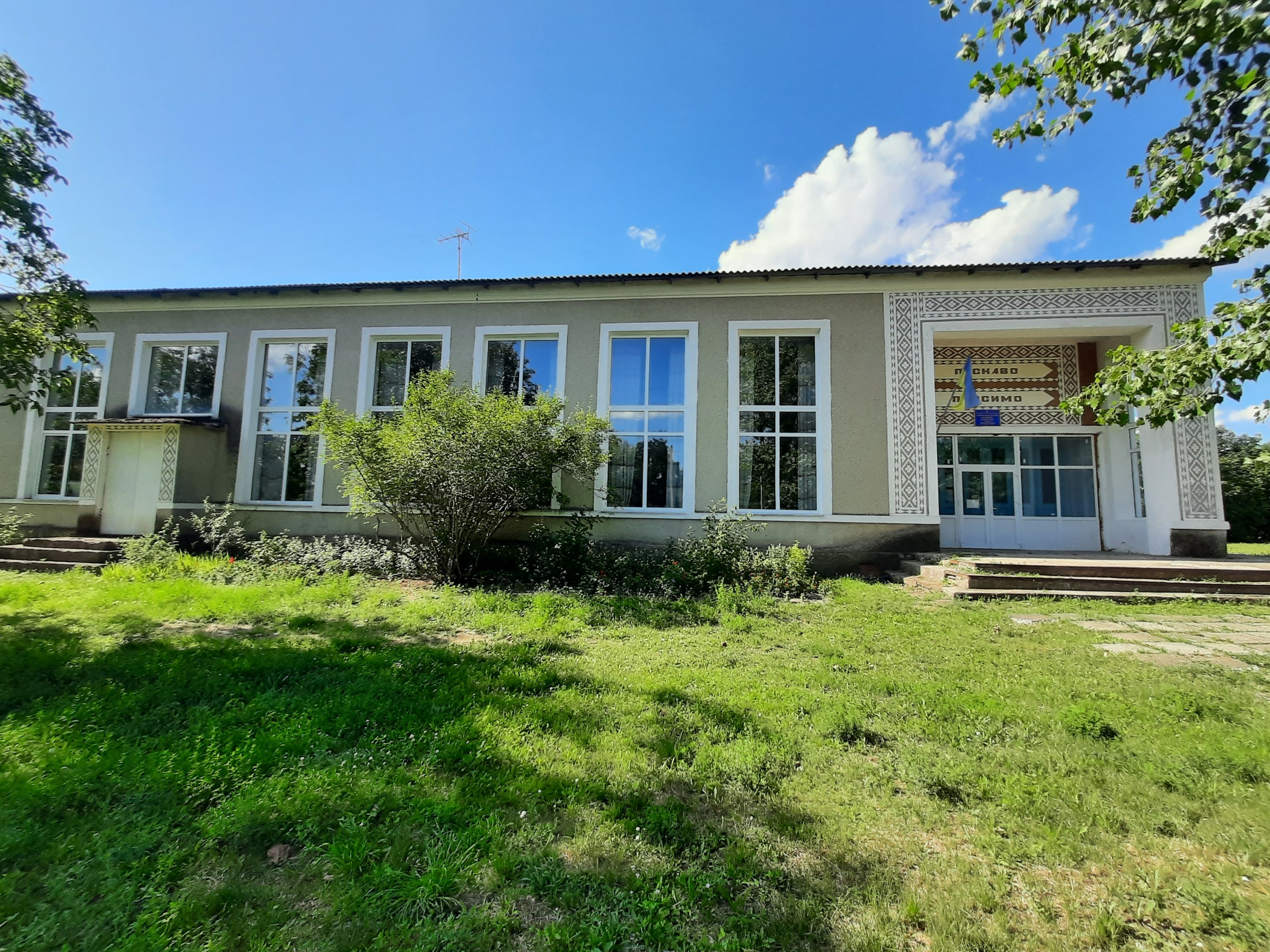
Школа

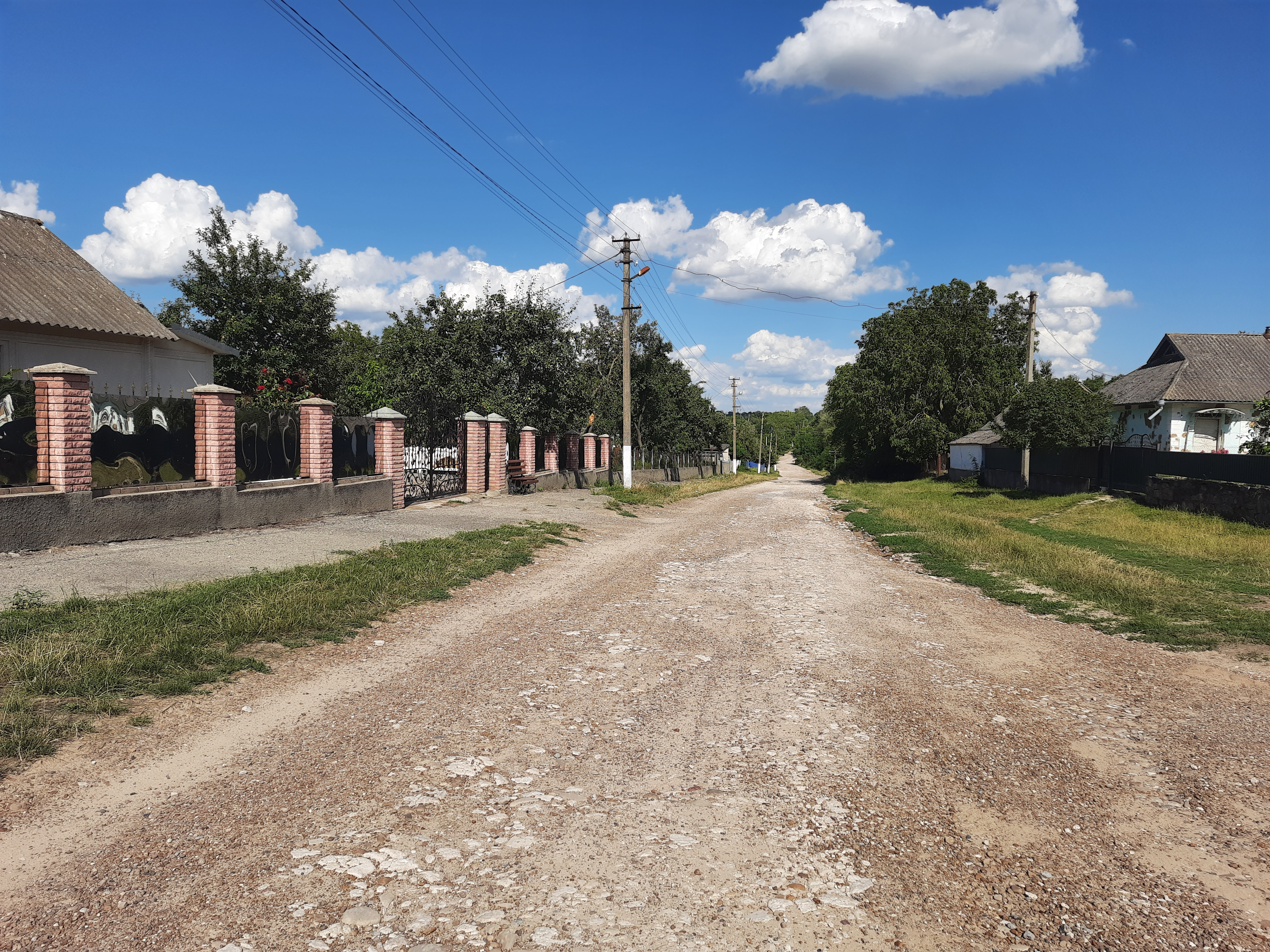
Сільська вулиця

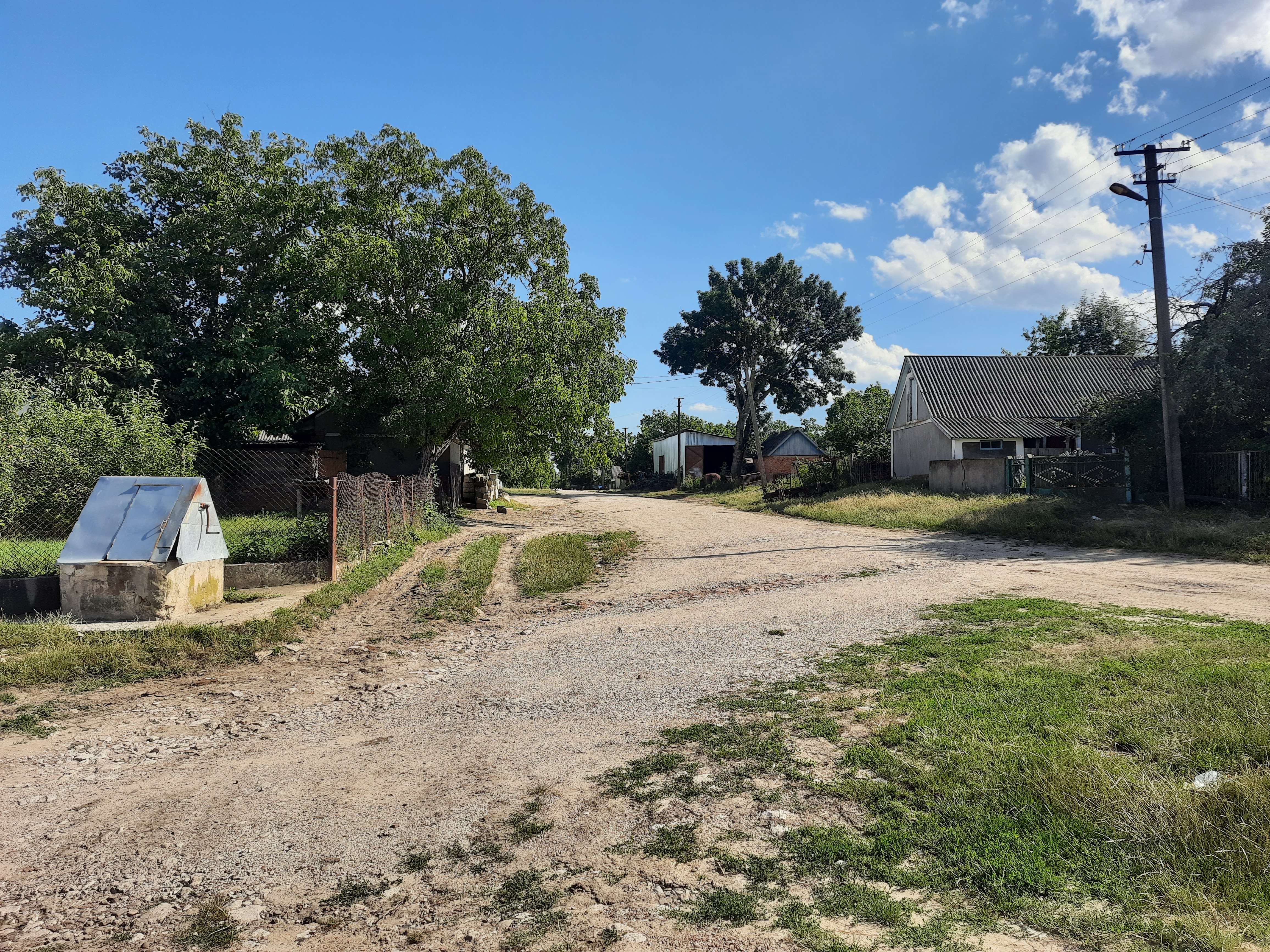
Сільський пейзаж

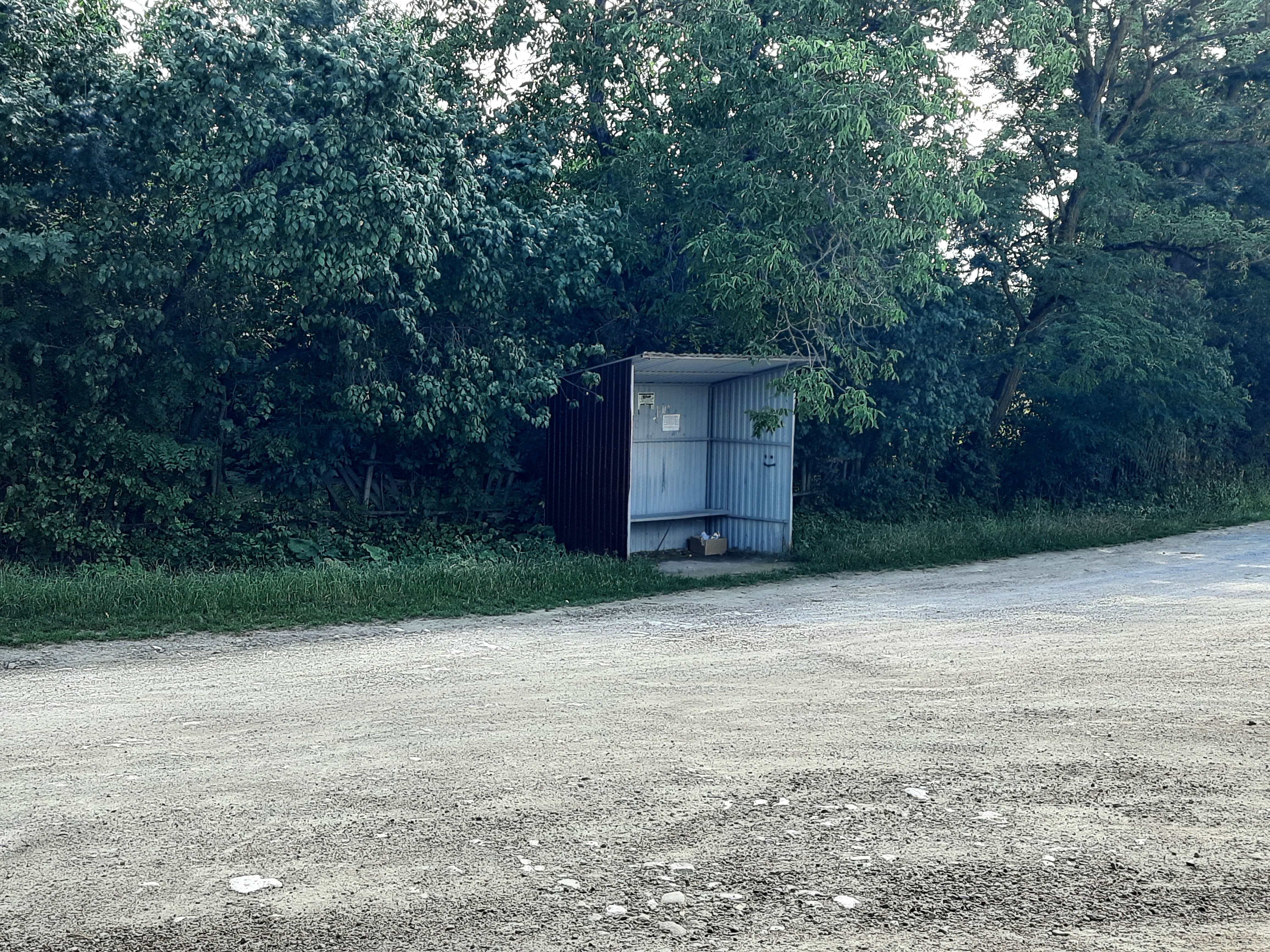
Автобусна зупинка

Ва́хнівці — село в Україні, у Кам'янець-Подільському районі Хмельницької області.

## Етимологія
Патронімічна відантропонімна назва вахнівці – „мешканці села власником або засновником якого був Вахно”.

## Історія
В джерелах різного часу село фігурує під назвами: Vachnyowcze (1493), Wachnowcze, Вахновцы (1530–1542), Wachnowce (1630–1650), Wachniowce (1787), Вахневцы (1855), Вахнівці (1926).
Згідно з люстрацією 1556 року, село перебувало у власності представника(ів) роду магнатів Язловецьких.
У 1604 році належали панам Калиновським. В подальшому село змінило не одного власника, серед яких родини: Гумецьких, Годлевських, Іжицьких, Жеромських та інших.
Вахнівці позначені на «Генеральній карті України», або ж «Загальному плані Диких Полів, простіше кажучи Україна, з незалежними провінціями» («Generalis Camporum Desertorum vulgo Ukraina. Cum adjacentibus Provinciis») французького інженера Гійома Боплана(був на службі у польського короля, будував фортифікаційні споруди) виданій у 1648 році у Данцигу.
У 1795—1797 роках Вахнівці входили до Ушицького округу Подільського намісництва, а в 1797—1923 роках до Грушківської волості Ушицького повіту Подільської губернії.
Згідно статиситичних даних Центрального статистичного комітету, що опубліовані 1885 року, в Вахнівцях проживало 860 осіб, було: 111 дворових господарств, православна церква, кузня, парова молотилка.

### Часи Голодомору на селі
За попередніми, зафіксованими, даними в селі в 1932—1933 роках загинуло близько 5 жителів села (за усними переказами кілька десятків). На сьогодні встановлено імена 3 особи. Мартиролог укладений на підставі поіменних списків жертв Голодомору 1932—1933 років, складених Вахнівецькою сільською радою. Поіменні списки зберігаються в Державному архіві Хмельницької області.
- Довгань Ганна Іванівна, 1897, 1933 р.;
- Заярнюк Маланка Федорівна, 1887, 1933 р.;
- Юріїв Василь Ілліч, 1852, 1933 р.

## Населення
Населення становить 490 осіб.

## Археологічні знахідки

### Кургани
Біля села знаходяться три кургани. Один розташований нагорі поблизу урочища Хоробріїв ліс, два інших – навпроти селаКривчани. Пам’ятка введена в літературу Ю. Сіцинським.

### Стоянка, верхній палеоліт.
Пункт розташований на плато, на мисі, утвореному вигином р. Ушиця, над лівим берегом затоки по р. Ушиця- плато сягає у цьому місці вишини до 140 м. Тут, на відстані 0,5 км на південний захід від села, біля дороги, шо серпантином сходить до води, до уроч. Біля старого млина, є кар’єр по добуванню вапняку. На відстані 20 м вздовж стінки кар’єру, з відвалів та профілю стінок зібрано колекцію патінізованих кремінних виробів, що датуються верхнім палеолітом (23-16 тис. р. до н. е.); 44 скребок знайдено в шарі паленого суглинку, що залягає під гумусом на глибині 1 м. Виявлене та обстежене Л. І. Кучугурою у 1993 р.

### Поселення, енеоліт.
Поселення розташоване в 1,1 км на південний захід від с. Вахнівці та за 0,3 км від південного кута затопленого с. Барвінкове/Раколупці. Тут, на р. Ушиця, стояв старий млин с. Раколупці. Поселення знаходиться на мисі, утвореному вигином р. Ушиця. З півночі та півдня воно обмежене ярками. Затока по р.Ушиця піднялася у цьому місці на 23м та затопила смугу шириною 250-350 м. 150 м вздовж берега водосховища та у воді у 1993р.Л.І.Кучугура зібрала обкатанізнахідки з розмитого культурногошаруна смузішириноюдо7м.Глибина залягання культурного шару – 0,5-0,7 м. Берег має помітний нахил до річища; догори по ньому йдуть рівчаки тимчасових водяних потоків. По цих рівчаках простежується культурний шар, що йде вглиб мису на 100 м. Розмір поселення – 150 x 100 м. На поселенні зібрано кремінні вироби та кераміку етапу В1 трипільської культури (2700-2300 р.р. до н.е.) та шматки обмазки. Виявлене Г. Я. Мельничуком та обстежене Л. І. Кучугурою у 1993 р.

### Поселення багатошарове, енеоліт, доба бронзи.
Поселення розташоване на березі водосховища (лівий берег р. Ушиця). Воно знаходиться на відстані 0,4 км на захід від північно-західної околиці села, на мисі, утвореному вигином р. Ушиця в уроч. Рівнина, досить круто догори йде смуга пухких покладів, перерізана молодими ярками. По стінках ярків простежено, що знахідки йдуть вглиб мису та до літнього табору худоби на 100 м. Довжини смуги розмиву поселення досягає 150 м при шири- 45 ні 5 м. Глибина залягання культурного шару – 10-15 см. Площа поселення має добре помітний нахил до річища. Поверхня розорюється. На поселенні зібрано кремінні вироби та кераміку етапу В трипільської культури (2700-2100 тис. р. до н.е.) та доби бронзи (2 тис. до н.е.). Затока затопила тут смугу шириною до 200 м при підйомі рівня на 19-20м. Виявлене та обстежене Л.І. Кучугурою у 1993 р.

### Поселення багатошарове, верхній палеоліт, енеоліт, рання залізна доба
Поселення розташоване в 1 км на північ від с. Вахнівці та в 1 км на південь від с. Губарів, на плато, на висоті до 80 м над лівим берегом р.Ушиця (затоки водосховища). Воно займає ділянку орного поля на північ від великого мочара, що заріс кущами та деревами; на північній частині поселення є ще 3 малих мочара; ця місцевість зветься «За кошовим». До поселення з північного та південного сходу підходять ліски, через які йде дорога Губарів- Вахнівці. Із заходу поселення обмежує лісосмуга над р.Ушиця. Поверхня поселення розорюється (глибина оранки 10-15 см). Поселення має слабкий нахил до р.Ушиця. Підйомного матеріалу мало. Площа збору – 200x100 м. На поселенні знайдено патінізований нуклеус доби верхнього палеоліту (23-16 тис. р. до. н.е.), кремінні вироби та кераміку етапу В трипільської культури (2700-2100 р.р. до н.е.) та ранньої залізної доби (1 тис. до н.е.). Поселення виявлене Г.Я. Мельничуком та обстежене Л.І. Кучугурою у 1993 р.